# Avinguda de Josep Tarradellas
L'avinguda de Josep Tarradellas és una avinguda de Barcelona que separa els districtes de l'Eixample de les Corts i Sants-Montjuïc. Té forma de rambla, amb un bulevard central i dues calçades pels dos sentits, una a cada costat.
Està dedicada a Josep Tarradellas i Joan, president de la Generalitat de Catalunya a l'exili i durant la restauració de 1980.
Surt de la plaça dels Països Catalans, a la cruïlla del carrer de Provença amb el carrer de Numància. Aquí és on comença la numeració de les cases. El carrer segueix la direcció cap al nord en un traçat quasi recte. En aquest primer tram separa els barris de Sants (a l'oest) de la Nova Esquerra de l'Eixample (a l'est), i passa per una cantonada de l'antiga presó Model. Després de creuar el carrer de Berlín, el seu costat oest canvia de barri i districte, passant a les Corts. Al costat est també hi ha un canvi de barri a l'avinguda de Sarrià, on passa a ser l'Antiga Esquerra de l'Eixample. L'avinguda acaba a la plaça de Francesc Macià.